# Elena Alexandrina Bednarik
Elena Alexandrina Bednarik (n. 19 aprilie 1883, București, România – d. 24 februarie 1939, Mogoșoaia, Ilfov, România) a fost o profesoară de desen, pictoriță și decoratoare română, care a semnat majoritatea lucrărilor sale cu numele Helene Bednarik. 
Absolventă a Școlii Naționale de Arte din București, Secțiunea Domnișoarelor, clasa de pictură a profesorului Dimitrie Serafim, în 1908. Printre profesorii săi se numără și Ipolit Strâmbu și G.D. Mirea. Benefciază de cursurile de artă decorativă ținute de George Sterian, dar mai ales de cele de Estetică și Istoria artei, ale lui Alexandru Tzigara-Samurcaș
Între 1909 - 1912 studiază la Școala Regală de Arte Decorative din München, cu Fritz von Miller, Julius Diez și Robert Engels
Elena Alexandra Barabas a fost profesoară de desen și pictură la liceele: „Principesa Elena” din Brașov, «Domnița Ileana” și Notre-Dame de Sion din București. A ținut cursuri de stilizare, desen și pictură la Academia Liberă a soților Bednarik, în București, Calea Victoriei nr.162, unde i-a avut elevi pe:Elisa Leonida Zamfirescu, Ion Șahighian, Maria Bănică-Orăscu, Cornelia Pillat. S-a remarcat atât ca acuarelistă cât și ca artistă decoratoare. Opera artistică cuprinde lucrări de pictură, desen, acuarelă, metaloplastie, piele repusată și broderie. În acuarelă a abordat teme diverse, de la scene de interior până la peisaj și portret. Cele mai cunoscute fiind naturile statice cu flori. În arta decorativă s-a remarcat prin piese de mari dimensiuni și o subtilă armonie dintre stilul neoromânesc și stilul 1900. A fost o apropiată a mișcării de emancipare a femeii din perioada interbelică, precum și o colaboratoare a revistei Drepturile Femeii, condusă de prietena sa Eugenia de Reuss Ianculescu.
Cea mai cunoscută expoziție personală a fost în 1929, în Galeria Mozart din București. Despre această expoziție, Alexandru Davidian scria în studiul dedicat artistei:„De atunci datează o serie de acuarele în care predomină forile, de cele mai multe ori în ambianța unor interioare în care o carte, o păpușă de porțelan îmbrăcată în haine frumoase de mătase sau o călimară în nuanțe bleumarin le sporește misterul și dau complexitate compoziției. Delicatețea forilor, tratate cu spontaneitate și sensibilitate ingenuă, dialoghează discret cu motivele geometrice ale oalelor de lut în care întotdeauna potrivirile cromatice trimit la ideea de contopire dintre rădăcinile țărănești, cu geniul lor arhetipal, și achizițiile culturale ale artei culte de factură romantic-simbolistă ale vremii, la care autoarea aderă”.
A fost soția pictorului acuarelist Ignat Bednarik și membră a Cenaclului Idealist. 

## Expoziții
- 1910 A expus la Paris, în cadrul Salonului de toamnă, ca elev merituos al Școlii de Arte Decorative din München
- 1913 Asociația Artistică, București
- 1913, 1915, 1917, 1924 Salonul Oficial al Ateneului, București
- 1915 Expoziția Cenaclului Idealist
- 1915, 1917 Sălile Bibliotecii Ateneului Român, Salonul Ateneului Român, (împreună cu Ignat Bednarik)
- 1928 Sala Mozart, (împreună cu Ignat Bednarik)
- 1928-1931 Salonul Ateneului Român, București
- 1933 Asociația Cercul Artistic, București